# Foxmail
Foxmail! — бесплатная программа для работы с электронной почтой для ОС Windows. Разрабатывается китайской корпорацией Tencent.
Поддерживает протоколы: SMTP, IMAP, POP3, MAPI и RSS. В программе имеется возможность отправки писем без участия SMTP-сервера (компьютер пользователя выступает в роли SMTP-сервера).
Имеет систему фильтрации сообщений на основе алгоритма Байеса (см. Методы фильтрации спама).
Основные возможности Foxmail:
- установка пароля на аккаунт
- настройка приём почты с нескольких E-mail адресов в один аккаунт (опционально)
- сортировщик писем на основе фильтров
- создание и редактирование шаблонов новых писем
- работа с диспетчером писем (управление сообщениями на сервере)
- возможность шифрования сообщений
- удобная адресная книга, интегрированная в интерфейс
- RSS-агрегатор
- календарь (начиная с версии 7)
- возможность ведения заметок, синхронизируемых с QQMail (начиная с версии 7.2.8.)